# Krašce
Krašce so naselje v Občini Moravče.